# Stygocyathura filipinica
Stygocyathura filipinica is een pissebed uit de familie Anthuridae. De wetenschappelijke naam van de soort is voor het eerst geldig gepubliceerd in 1999 door Botosaneanu & Sket.